# Mai Phước Liệu
Mai Phước Liệu (1950 – 11 tháng 9 năm 2021) là một sĩ quan cao cấp của Quân đội nhân dân Việt Nam, hàm Đại tá, nguyên Phó chỉ huy trưởng Bộ Chỉ huy quân sự thành phố Đà Nẵng. Ông được nhà nước Việt Nam phong tặng danh hiệu Anh hùng Lực lượng vũ trang nhân dân.

## Tiểu sử
Mai Phước Liệu tên thật là Nguyễn Hồng Minh, sinh năm 1950 tại xã Điện Thọ, thị xã Điện Bàn, tỉnh Quảng Nam. Ông bắt đầu tham gia các hoạt động du kích ở địa phương từ sớm, đến năm 14 tuổi thì ông được nhiều người biết đến khi còn nhỏ tuổi nhưng đã bắn rơi được một máy bay của quân đội Hoa Kỳ. Tháng 10 năm 1966, Mai Phước Liệu cùng tổ du kích thôn bắn rơi 2 máy bay trực thăng địch tại thôn La Trung và thôn Tây, diệt 20 tên Mỹ. Một tháng sau đó, ông dùng súng Garant M2 bắn cháy chiếc H134 chở quân, 8 chiếc còn lại quay đầu bay thẳng, trận càn của địch bị thất bại. Chưa đầy 17 tuổi, Mai Phước Liệu đã được nhận 2 Huân chương Chiến công hạng Hai và hạng Ba, là dũng sĩ diệt Mỹ cấp ưu tú.
Ông từng là Trung đội trưởng thuộc Đại đội 1, Huyện đội Điện Bàn khi tham gia Sự kiện Tết Mậu Thân. Nhờ trận đánh chiếm quận lỵ Điện Bàn năm 1968 này mà ông được phong tặng danh hiệu Dũng sĩ diệt Mỹ. Cuối năm 1968, Mai Phước Liệu được cùng đoàn dũng sĩ và cán bộ mang mật danh “cậu Vũ” ra Bắc học tập tại Trường Văn hóa quân đội Nguyễn Văn Trỗi (hay Trường thiếu sinh quân Nguyễn Văn Trỗi). Năm 1969, ông cùng các đồng đội được xe Tổng cục Chính trị chở vào Phủ Chủ tịch thăm Chủ tịch Hồ Chí Minh. Cùng với Bác, có Thủ tướng Phạm Văn Đồng, Đại tướng Võ Nguyên Giáp, đồng chí Vũ Kỳ đón đoàn. Đến năm 1972, khi tham gia chiến đấu trên Sông Thạch Hãn trong Trận Thành cổ Quảng Trị, ông là Chính trị viên Tiểu đoàn 1, Trung đoàn 48 "Thạch Hãn" thuộc Sư đoàn 320B. Về sau, ông trở thành Phó Sư đoàn trưởng về Chính trị Sư đoàn 325 thuộc Quân khu 5 và giam gia Chiến tranh biên giới Tây Nam. Khoảng những năm 1990, ông là Phó chỉ huy trưởng Bộ Chỉ huy quân sự Đà Nẵng.
Năm 2009, Mai Phước Liệu về hưu và giành thời gian cho các hoạt động xã hội như tham gia nhiều Ban liên lạc truyền thống và đóng góp cho cơ quan chức năng trong việc quy tập 23 hài cốt liệt sĩ khi đánh quận lỵ Điện Bàn. Ông từng đảm nhiệm Phó Chủ tịch Hội Từ thiện thành phố Đà Nẵng. Năm 2012, ông được phong tặng danh hiệu Anh hùng Lực lượng vũ trang nhân dân. Ông còn là đảng viên Đảng Cộng sản Việt Nam và được nhận huy hiệu 50 năm tuổi Đảng. Ngày 11 tháng 9 năm 2021, ông qua đời tại nhà riêng ở Thanh Khê, Đà Nẵng, hưởng thọ 71 tuổi.

## Khen thưởng

### Danh hiệu
- Dũng sĩ diệt Mỹ (1968)
- Anh hùng Lực lượng vũ trang nhân dân (2012).[4]

### Huân huy chương
- Huân chương Chiến công hạng Nhất, Nhì, Ba.
- Huân chương Kháng chiến chống Mỹ, cứu nước hạng Nhất.
- Huân chương Chiến sĩ giải phóng hạng Nhì, Ba.
- Huân chương Chiến sĩ vẻ vang hạng Nhất, Nhì, Ba.
- Huy chương Cách mạng Tháng Mười Nga.
- Huy chương Quân kỳ Quyết thắng.
- Huy hiệu 50 năm tuổi Đảng của Đảng Cộng sản Việt Nam.